# Cultura de Keszthely
La Cultura de Keszthely fue creada por los habitantes romanizados de Panonia en los siglos VI, VII, VIII y IX alrededor de Keszthely, una ciudad ubicada en la actual Hungría occidental, cerca del lago Balatón.
Esta cultura floreció bajo el dominio de los Aváros, como centro de artesanía (especialmente en oro) en una región de unos 1000 km², donde se habló la lengua romance panona hasta el siglo XI (según el lingüista rumeno Alexandru Magdearu).

## Historia
Panonia, una provincia del Imperio Romano de Occidente, quedó destruida y despoblada por las invasiones barbáricas de los Hunos, Gépidos, Aváros y otros más.
El historiador Theodore Mommsen calcula que Panonia tenía unos 200 000 hab. de posible origen céltico pero completamente romanizados en los tiempos de Constantino el Grande (a principios del s. IV), pero después de dos siglos quedaron solamente unos pocos miles en el centro de Panonia, alrededor de la parte occidental del lago Pelso (lago Balatón) en donde había unas aldeas fortificadas (principalmente Keszthely).
Los Aváros recibieron tributo de estos panones romanizados y no los destruyeron porque deseaban obtener sus productos artesanales para su propia clase dirigente. Muchas piezas artesanales de los Aváros han sido creadas en las aldeas de Keszthely-Fenékpuszta durante los siglos VI, VII y VIII.
Las fortificaciones de Keszthely-Fenékpuszta se convirtieron en el centro de una pequeña región circunscrita dentro de un radio de 30 km de diámetro donde se practicó la religión cristiana y se encontraron las tumbas de 6000 panones romanizados, muchos con joyería y rico vestuario de influencia romana oriental (bizantina).

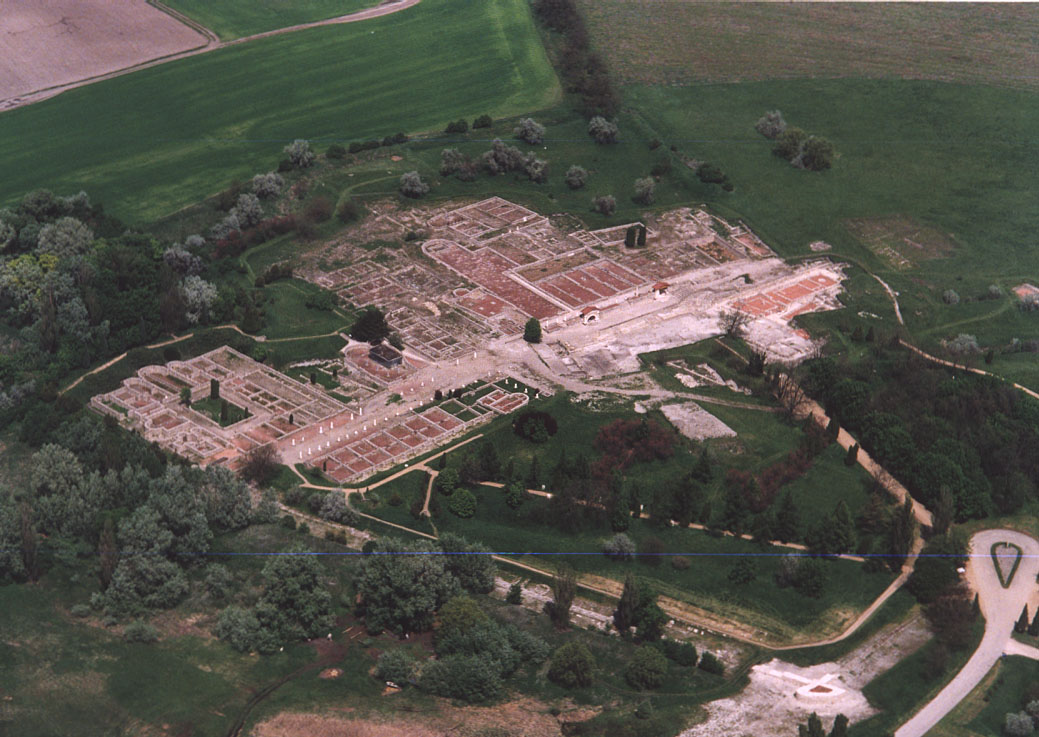
Fotografía aérea de Gorsium - Herculia (Tác, Hungary).

Esta cultura se desarrolló aislada del mundo mediterráneo neo-latino hasta que Carlomagno derrotó a los Aváros y encontró (como afirma el académico Roger Rémondon) "una población de lengua romance que practicaba la religión cristiana sin curas ni liturgia". En el s. IX, el castillo de Fenékpuszta fue reconstruido por los francos, pero con la llegada de los magiares (en el siglo siguiente) desapareció todo vestigio de la Cultura de Keszthely.

## Artesanía
En las tumbas del sexto y séptimo siglo, alrededor de las fortificaciones de Keszthely-Fenékpuszta y de Sopianae (actual Pecz), se han encontrado vestimentas características con ornamentaciones de alta calidad artesanal.
Las mujeres fueron sepultadas con pendientes y broches de fina artesanía áurea. Los broches tenían referencias cristianas, con cruces grabadas. Varios alfileres eran a forma de pájaro.
La tumba de una rica joven tenía una especie de sombrero decorado con filamentos áureos y un anillo de estilo parcialmente bizantino.
Esta vestimenta característica de los panones romanizados fue encontrada en las tumbas hasta principio del siglo noveno, cuando desapareció y los muertos empezaron a ser enterrados en forma idéntica a la de los Avaros. Esto evidencia un claro proceso de asimilación que terminó con la total extinción de los panones romanizados en el siglo décimo. 

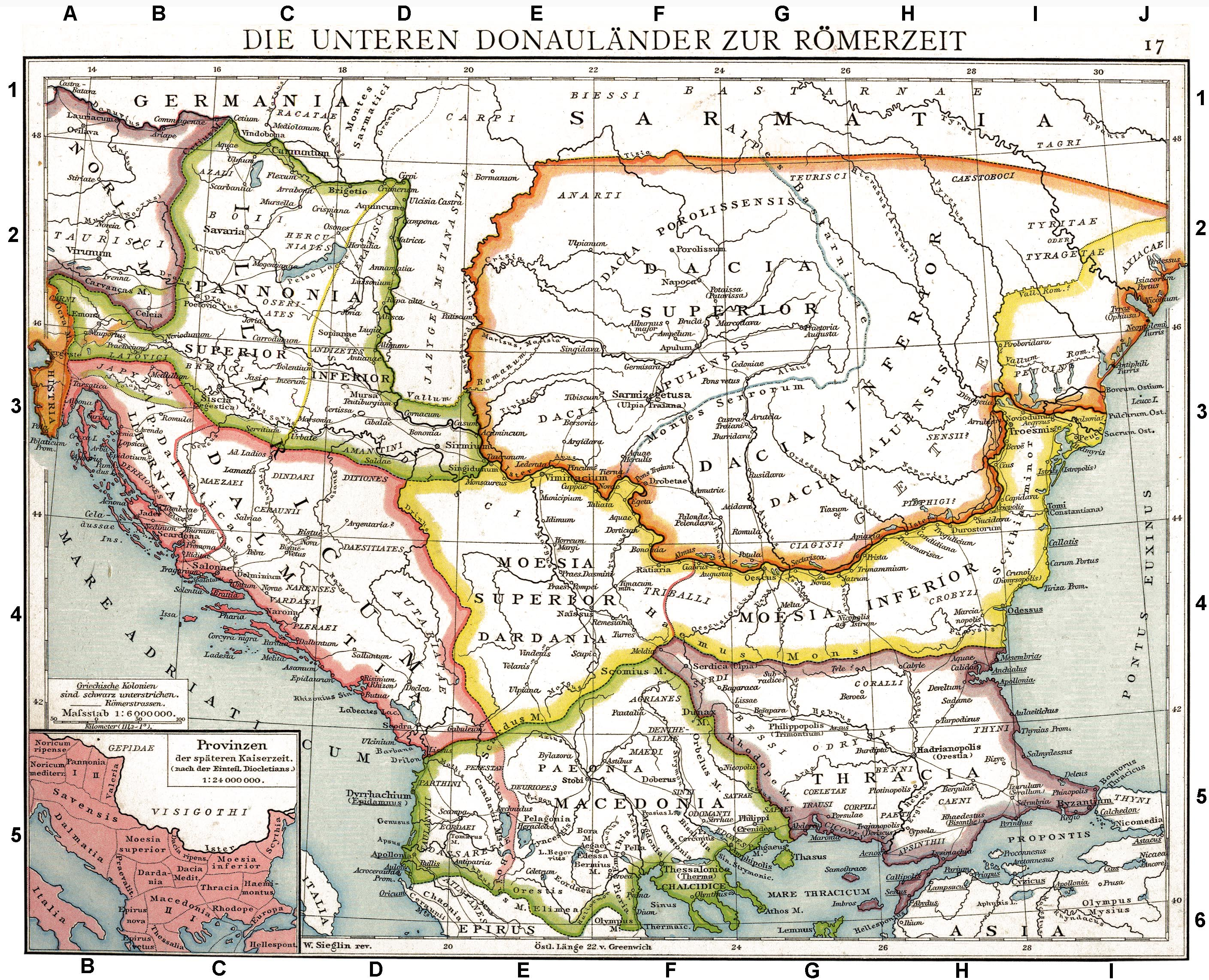
Panonia romana y regiones alrededores.

## Lengua
No hay evidencias escritas de la lengua romance panona usada en la Cultura de Keszthely. Lingüistas (como el italiano Carlo Tagliavini) la consideran una lengua indoeuropea Centum, con probables raíces célticas. El nombre de la aldea fortificada Keszthely viene del latín castellum 'castillo'. El lingüista Julius Pokornyin (en su Indogermanisches Etymologisches Wörterbuch) escribió que la palabra *kestei (como viene pronunciada en húngaro) es similar a la palabra veneciana caestei, que viene del latín castra y significa 'castillo', siendo esta una de las pocas palabras sobrevivientes de la lengua romance panona. Muchos topónimos en el área del lago Balatón tienen raíces en la extinta lengua de los panones romanizados.